# Laurieddhu

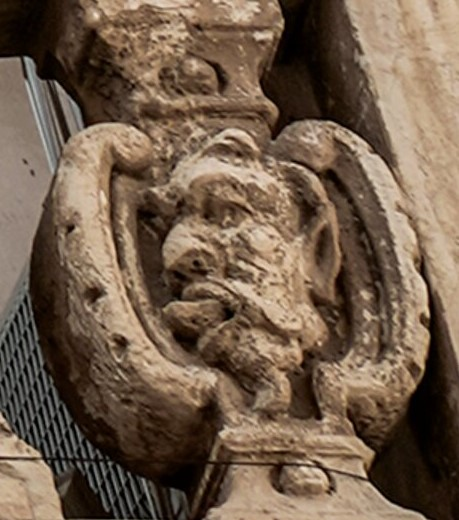
Una raffigurazione sul palazzo Belli a Lecce

Il Laurieddhu o Scazzamurrieddhru è un dispettoso folletto del folklore dell'Italia meridionale. Il nome "Laurieddhu" viene utilizzato in particolare nell'area ionico-salentina. A Barletta è conosciuto come Schezzamurid, ad Andria come Scazzamrridd. In Daunia è noto come Scazzamurill, a Napoli come Munaciello, in Irpinia come Scazzamauriello, nel Vulture Melfese (nord della Basilicata) come Scazzamauridd, mentre in Abruzzo e Molise come Mazzemarill. Ha inoltre molte somiglianze con il Tummà barese e con l'Avurie (o Aure o Laùre) della zona tarantina, soprattutto nei comportamenti e nel modo di liberarsene (comunemente strappargli il berretto di testa), che però ha forma animale, di solito un gatto.

## Descrizione e comportamento
È descritto sia come poco più che un bambino o anche come un omino brutto e peloso, delle dimensioni di un bambino di circa tre anni, con un abito color tabacco, spesso scalzo e con un cappello a punta in testa, "lu cappiddhuzzu". Nonostante le piccole dimensioni sarebbe assai forte e pesantissimo, e ha l'abitudine di sedersi sulla pancia o sul petto di chi dorme, guastandogli il sonno (si riferiscono a questo fatto nomi come Carcaluru, da "calcare", "fare pressione"). Non appare mai di giorno.
Per ingraziarselo gli si possono donare un paio di scarpe, o si possono lasciare dei sassolini nelle proprie pantofole la notte; lo Scazzamurrieddhru ripaga queste gentilezze con monete d'oro, o indicando al suo benefattore il luogo dove è nascosto un tesoro. Lo si può invece ricattare rubandogli il cappello.
Appare inoltre se si prova a entrare in un cimitero di notte, in questo caso la pena che dovrà subire il malcapitato è la tortura e morte per mano dello Scazzamurrieddhru che gli salterà sul petto provocandogli delle incontenibili risate, che a loro volta causano appunto la morte.
Oltre a tormentare i dormienti fa altri dispetti, come rompere i vetri delle finestre, far chiasso con le pentole in cucina, deridere e schernire chi si imbatte in lui. Con gli animali domestici ha un rapporto particolare; talvolta li cura e li nutre, talaltra li tormenta (per esempio annodando le criniere e le code dei cavalli, creando trecce così resistenti che si diceva che l'unico pettine efficace fosse il crocifisso). Capita anche che mostri di odiare un certo animale e amarne un altro e, per esempio, sottragga il cibo dal primo per darlo al secondo.
È benevolo con le fanciulle, e le protegge dalle angherie delle matrigne e delle padrone, arrivando a fare i lavori di casa al posto loro. Ama anche i bambini, e regala loro dolcetti e monete.
Si dice che custodiscano numerosi tesori seppelliti durante le guerre. Se catturati, spesso acconsentono a rivelare l'ubicazione delle loro ricchezze, ma in seguito trovano il modo di confondere chi ha ottenuto questa informazione e salvare il proprio oro in extremis. Un racconto molto diffuso è che un contadino (o un ragazzo) lo cattura e lo obbliga a rivelargli la posizione di un tesoro nascosto. Il laurieddhu lo assicura che il tesoro è seppellito in un campo dietro una particolare pianta. Il contadino lega un nastro rosso alla pianta e strappa alla creatura la promessa che non toglierà il nastro, poi va a prendere un badile. Al suo ritorno, vede che ogni albero nel campo ha un nastro identico. Si racconta che se si riesce a rubargli il cappello si potrà diventare ricchissimi.
Alcuni racconti lo rappresentano come particolarmente burlone; se, dopo essere stato ridotto all'impotenza , per farsi restituire il cappello domanda "vuoi cocci o soldi?", se si risponde "cocci" porta soldi, e viceversa.
Il cantautore Domenico Modugno nel 1954 gli ha dedicato una canzone, chiamandolo con il nome usato nel Brindisino cioè Scarcagnulu (cioè scalcagnato, scalzo, malridotto).
È diventato una delle "icone" della recente riscoperta culturale e turistica del Salento,  come uno dei principali soggetti raffigurati dall'artigianato locale della cartapesta e della terracotta, usato come "gadget", soprammobile, portafortuna o come nano da giardino.

## Origine

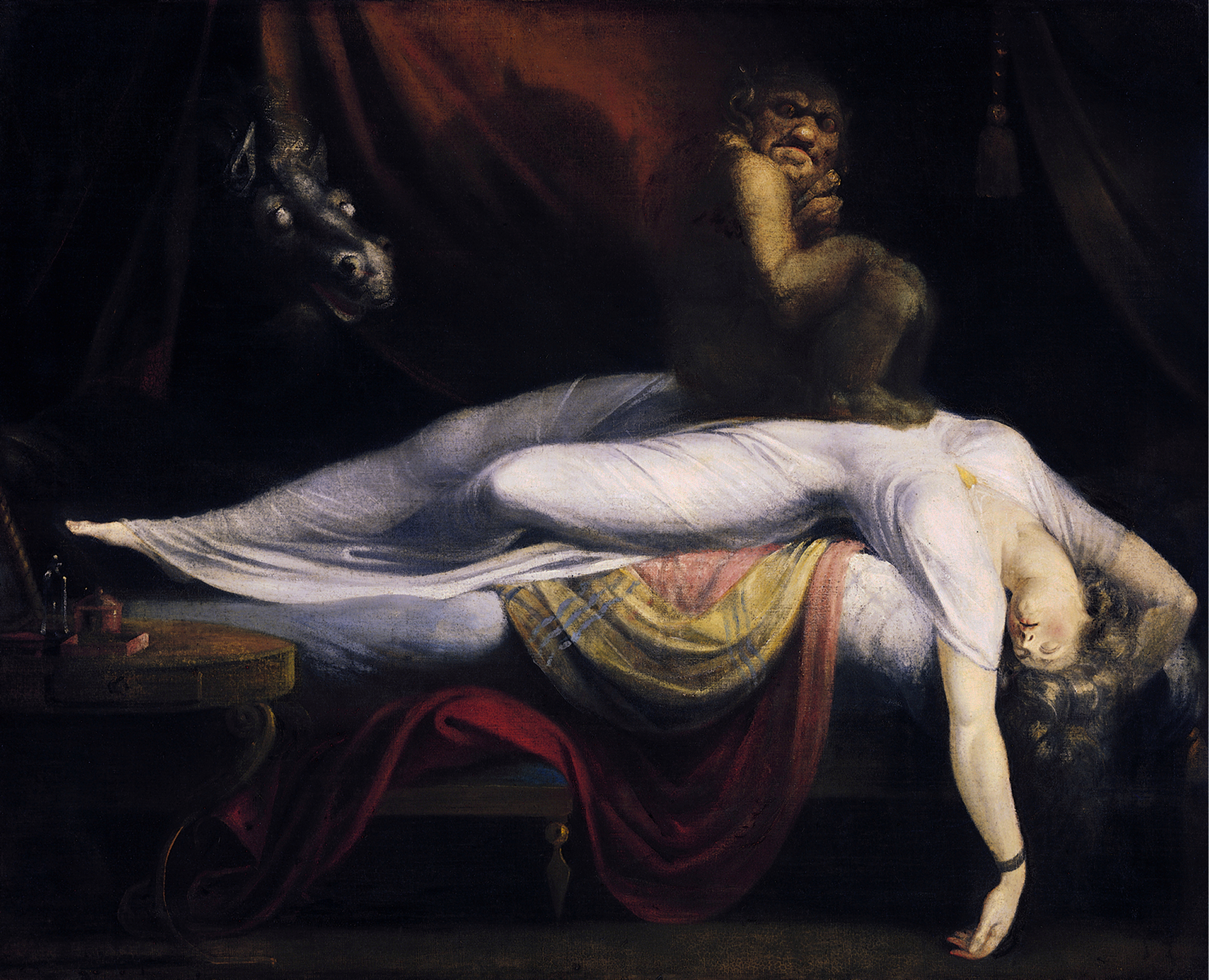
L'incubo, dipinto di Johann Heinrich Füssli

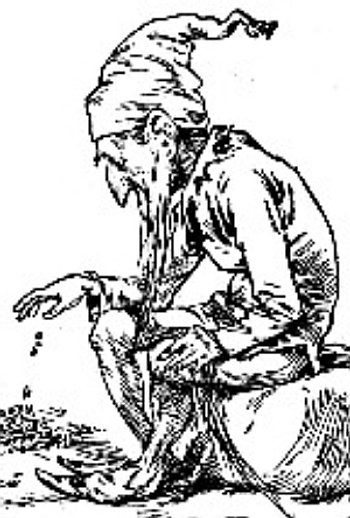
Un leprechaun conta il suo oro in un'incisione del 1900 circa.

L'origine del mito dello Scazzamurrieddhru si può far risalire a quello dello spirito incubo citato da Petronio Arbitro, Plinio, Sant'Agostino e altri, ma anche, per altri aspetti, alle figure dei lari  (da cui il nome laurieddhu) e dei penati. Altra origine del nome Laurieddhu potrebbe essere il termine "laure", grotte e cavità naturali un tempo abitate da monaci anacoreti orientali che tra l'VIII e XI secolo si insediarono nel Salento per sfuggire alla persecuzione iconoclasta cominciata da Leone III Isaurico, da cui anche il termine con cui il folletto è chiamato Munaciello o Monacieddhru e altri simili a seconda delle varianti dialettali.

## Tradizioni analoghe
Si riscontrano figure assai simili e corrispondenti a questo spiritello anche in altre regioni italiane, dove prende il nome di buffardello o linchetto o nella tradizione del Leprechaun irlandese.

## Sinonimi
- Carcaiulu
- Carcaluru
- Laùru
- Mazzamauriello
- Mazzemarille
- Monacello
- Moniceddhru
- Munaciedd
- Munachicchio
- Raulu
- Scarcagnulu
- Scattamurreddhru

- Scanzamurieddhru
- Scazzamaurieddu

- Scazzamauriegghiə
- Scazzamauriegghij[11]
- Scazzamauriello
- Scazzamurrill
- Scazzambrridd
- Scazzamureggi
- Scazzatambridd
- Sciacuddhri
- Sciacuddhruzzi
- Tiaulicchiu
- Uru
- Urulu